# Evena oberthueri
Evena oberthueri is een vlinder uit de familie van de Nymphalidae. De wetenschappelijke naam van de soort is voor het eerst voorgesteld door Ferdinand Karsch in een publicatie uit 1894.